# Ikeda, Ōsaka
Ikeda (japanska: 池田市?, Ikeda-shi) är en stad i Osaka prefektur i Japan. Staden fick stadsrättigheter 1939.